# Giornata viola
La giornata viola è una ricorrenza globale, creata con l'intento di aumentare la consapevolezza sull'epilessia e di sfatare i principali miti e paure comuni su questo disturbo neurologico.
Ulteriori intenzioni di questo movimento sono: ridurre lo stigma sociale comunemente sopportato da molte persone affette dalla condizione, fornire sicurezza e sostegno a coloro che convivono con l'epilessia e incoraggiare le persone che vivono con la condizione ad agire nelle loro comunità per raggiungere questi scopi.
La giornata cade ogni anno il 26 marzo.